# زبان اکسیتان
زبان اکسیتان، اوکسیتان یا اکسیتانی (به اکسیتان: occitan) یک یا گروهی از چندین زبان رومی است که که در جنوب فرانسه، موناکو، دره‌های اکسیتان ایتالیا و همچنین دره آران اسپانیا گفتگو می‌شود. این مناطق در مجموع اکسیتانیا نامیده می‌شوند. اکسیتان همچنین در درون بوم گواردیا پیمونتزه (کالابریا، ایتالیا) تکلم می‌شود. برخی زبان کاتالان را جزو اکسیتان می‌دانند، چرا که فاصله میان این زبان و برخی از گویش‌های اکسیتان (مانند زبان گاسکون) مانند فاصله بین گویش‌های مختلف اکسیتان است. کاتالان تا پایان قرن نوزدهم گویشی از زبان اکسیتان محسوب می‌شد و هنوز هم نزدیکترین خویشاوند آن باقی مانده‌است.
گویشی از اکسیتان معروف به آرانی در دره آران کاتالونیا زبان رسمی است. از سپتامبر ۲۰۱۰، پارلمان کاتالونیا زبان اکسیان آرانی را به عنوان زبان رسمی مورد استفاده در دره آران در نظر گرفته‌است.
در طول تاریخ از نام‌های لیموزینی (Lemosin)، لانگدوسی (Lengadocian)، گاسکون و بعداً پرونسی (Provençal , Provençau یا Prouvençau) به عنوان مترادف اکسیتان استفاده شده‌است. امروزه «پرونسی» عمدتاً به عنوان گویش اکسیتان پروانس در جنوب شرقی فرانسه گفته می‌شود.
برخلاف سایر زبان‌های رومی مانند فرانسوی یا اسپانیایی، هیچ زبان معیار نوشتاری واحدی به نام «اکسیتان» وجود ندارد و زبان اکسیتان در فرانسه، محل زندگی بیشتر اکسیتان‌ها، هیچ وضعیت رسمی ندارد. در عوض، چندین روش معیار برای نوشتن اکسیتان وجود دارد که برخی از آن‌ها بر اساس همه گویش‌ها و برخی دیگر بر اساس گویشی خاص هستند. این تلاش‌ها به دلیل کاهش روز افزون استفاده از زبان اکسیتان به عنوان یک زبان گفتاری در بسیاری از مناطق جنوبی فرانسه و همچنین تفاوت‌های چشمگیر در واج‌شناسی و واژگان در میان گویش‌های مختلف اکسیتان با مانع روبرو می‌شود.
بقای طولانی مدت زبان اکسیتان کاملاً مورد تردید است. طبق کتاب سرخ زبان‌های در معرض خطر یونسکو، چهار گویش از شش گویش اصلی اکسیتان (پرونسی، اورنیاتی، لیموزینی و لانگدوسی) به شدت در معرض خطر و دو گویش دیگر (گاسکونگاسکون و ویواریو-آلپین) قطعا در معرض خطر هستند.

## نام
نام اکسیتان از lenga d'òc («زبان òc») گرفته شده‌است، òc در اکسیتان به معنای بله است. در حالی این اصطلاح به صورت شفاهی پس از انحطاط لاتین به کار می‌رفته‌است، در مستندات تاریخی برای نخستین بار دانته، شاعر ایتالیایی قرون وسطی، به وجود زبان اک (langue d'oc) اشاره کرده‌است. او در یکی از آثارش می‌گوید: «nam alii oc, alii si, alii vero dicunt oil» («برخی oc می‌گویند، گروهی sì و دیگران oïl می‌گویند») او بدین ترتیب سه زبان اصلی ادبی رومی را بر اساس واژه هر زبان برای «بله» برجسته می‌کند؛ زبان òc (اکسیتان)، زبان oïl (فرانسوی)، و زبان sì (سیسیلی و ایتالیایی). البته این تنها ویژگی تعیین‌کننده هر گروه نبود.

## تاریخ

تکامل زبانی در جنوب غربی اروپا از ۱۰۰۰ تا ۲۰۰۰ م

از آنجا که قلمرویی که در آن اکسیتان گفتگو می‌شود، توسط سایر زبان‌های رومی احاطه شده‌است و بنابراین عوامل خارجی بر پیدایش و توسعه آن تأثیر گذاشته‌اند. عواملی که باعث شدند اکسیتان به صورت جداگانه تکامل بیابد عبارتند از:
- کوه‌ها و دریاها: دامنه زبان اکسیتان به ترتیب با مدیترانه، اقیانوس اطلس، ماسیف مرکزی، آلپ و پیرنه محدود می‌شود.
- مناطق میانگیر: زمین‌های خشک، مرداب‌ها و مناطق لم یرزع و مقاوم در برابر استعمار جدایی بیشتر را ایجاد می‌کند (قلمرو بین لوآر و گارون، فلات صحرای آراگون).
- جمعیت ثابت: برخی از مردم اکسیتان‌زبان از نژاد مردمی هستند که از زمان‌های پیش از تاریخ در این منطقه زندگی می‌کنند. [۱۰]
- نفوذ ناچیز سلتی [۱۰]
- نفوذ تاریخی و طولانی مدت روم: ژولیس سزار یک بار گفت که مردم آکتین می‌توانند به رومی‌ها یاد دهند که چگونه بهتر به لاتین صحبت کنند. به گفته مولر، «جدایی زبانی فرانسه با تأثیر رومیان آغاز شد» [۱۰]
- واژگان جداگانه: اگرچه زبان اکسیتان میان زبان‌های گالی-رومی و ایبرو-رومی قرار دارد، اما این زبان «حدود ۵۵۰ کلمه از لاتین به ارث برده‌است که در زبان‌های اوییل یا فرنکو-پروونسال وجود ندارند» [۱۰]
- آلمانی‌شدن ناچیز: «فرهنگ واژگان فرانکی و تأثیر آوایی آن اغلب در بالای خط oc/oïl پایان می‌یابد» [۱۰]

### اکسیتان در شبه‌جزیره ایبری
کاتالان در مناطق ساحلی دریای مدیترانه شمالی و مرکزی اسپانیا و جزایر بالئاری رابطه تنگاتنگی با زبان اکسیتان دارد و این دو از نظر بسیاری ویژگی‌های زبانی یک منشأ مشترک دارند (نگاه کنید به زبان‌های اکسیتانو-رومی). این زبان از نخستین زبان‌های رومی بود که در قرون وسطی به عنوان وسیله‌ای برای نوشتن ادبیات استفاده می‌شد. در قرون ۱۲ و ۱۳، کوچ‌نشینان کاتالان به زبان اکسیتان می‌نوشتند.

## دسته‌بندی
زبان اکسیتان را در شاخه اکسیتانو-رومی زبان‌های گالی-رومی است که خود از شاخه غربی گروه رومی زبان‌های هندواروپایی به‌شمار می‌رود. دیگر زبان‌های شاخه اکسیتانو-رومی کاتالان (شامل والنسیایی) و آراگونی هستند که بیشتر در شمال شرقی اسپانیا گفتگو می‌شوند.

### مقایسه واژگان
| واژه        | اکسیتان        | کاتالان           | (کامپیدانی) ساردنیایی | ایتالیایی | فرانسوی        | اسپانیایی            | پرتغالی                        | رومانیایی         |
| ----------- | -------------- | ----------------- | --------------------- | --------- | -------------- | -------------------- | ------------------------------ | ----------------- |
| عموزاده     | cosin          | cosí              | fradili               | cugino    | cousin         | primo                | primo                          | văr               |
| برادر       | fraire         | germà             | fradi                 | fratello  | frère          | hermano              | irmão                          | frate             |
| خواهرزاده   | nebot          | nebot             | nebodi                | nipote    | neveu          | sobrino              | sobrinho                       | nepot             |
| تابستان     | estiu          | estiu             | istadi                | estate    | été            | verano, estío        | verão, estio                   | vară              |
| عصر         | ser, vèspre    | vespre            | seru                  | sera      | soir           | tarde, noche         | tarde, serão                   | seară             |
| صبح         | matin          | matí              | mangianu              | mattina   | matin          | mañana               | manhã, matina                  | dimineață         |
| ماهی تابه   | padena         | paella            | paella                | padella   | poêle          | sartén               | frigideira, fritadeira         | tigaie            |
| تخت         | lièch          | llit, lèit        | letu                  | letto     | lit            | cama, lecho          | cama, leito                    | pat               |
| پرنده       | aucèl          | ocell, au         | pilloni               | uccello   | oiseau         | ave, pájaro          | ave, pássaro                   | pasăre            |
| سگ          | gos, canh      | gos, ca           | cani                  | cane      | chien          | perro, can           | cão, cachorro                  | câine             |
| آلو         | pruna          | pruna             | pruna                 | prugna    | prune          | ciruela              | ameixa                         | prună             |
| کَره         | bodre          | mantega           | burru, butiru         | burro     | beurre         | mantequilla, manteca | manteiga                       | unt               |
| تکه         | tròç, petaç    | tros              | arrogu                | pezzo     | morceau, pièce | pedazo, trozo        | pedaço, bocado                 | bucată            |
| خاکستری     | gris           | gris              | canu                  | grigio    | gris           | gris, pardo          | cinza, gris                    | gri, sur, cenușiu |
| گرم         | caud           | calent            | callenti              | caldo     | chaud          | caliente             | quente                         | fierbinte         |
| بسیار       | tròp           | massa             | tropu                 | troppo    | trop           | demasiado            | demais, demasiado              | prea              |
| خواستن      | vòler          | voler             | bolli(ri)             | volere    | vouloir        | querer               | querer                         | a vrea            |
| گرفتن       | prene, prendre | prendre           | pigai                 | prendere  | prendre        | tomar, prender       | apanhar, levar                 | a lua             |
| نماز خواندن | pregar         | pregar            | pregai                | pregare   | prier          | orar                 | orar, rezar, pregar            | a se ruga         |
| پرسیدن      | demandar       | demanar/preguntar | dimandai, preguntai   | domandare | demander       | pedir, preguntar     | pedir, perguntar               | a cere, a întreba |
| گشتن        | cercar         | cercar/buscar     | circai                | cercare   | chercher       | buscar               | procurar, buscar               | a căuta           |
| وارد شدن    | arribar        | arribar           | arribai               | arrivare  | arriver        | llegar, arribar      | chegar                         | a ajunge          |
| سخن گفتن    | parlar         | parlar            | chistionnai, fueddai  | parlare   | parler         | hablar, parlar       | falar, palrar                  | a vorbi           |
| خوردن       | manjar         | menjar            | pappai                | mangiare  | manger         | comer                | comer (papar in slang), manjar | a mânca           |

## پراکندگی جغرافیایی

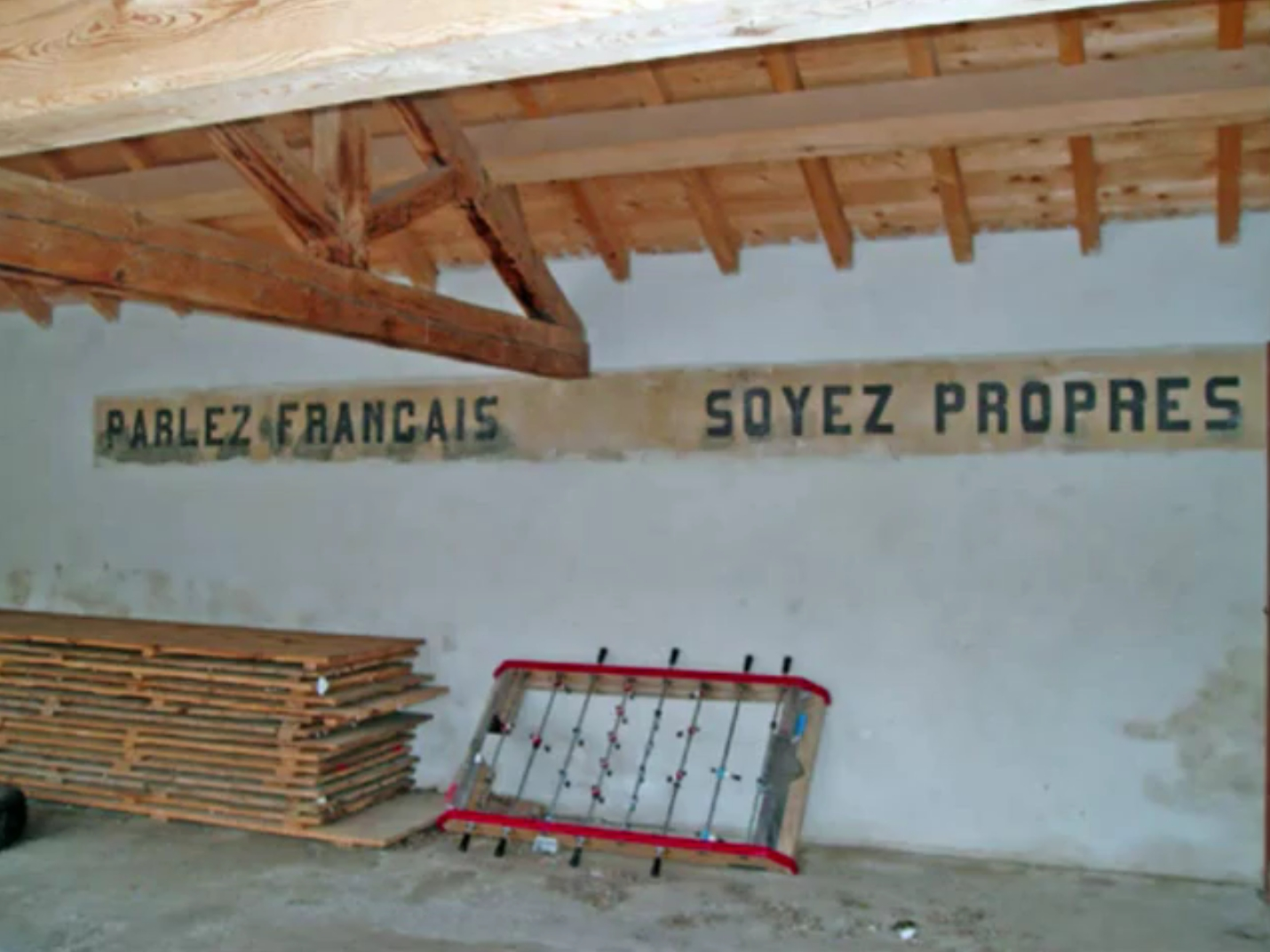
«پاک باش و به فرانسوی صحبت کن» که در پشت دیوار یک مدرسه جنوب فرانسه نوشته شده‌است

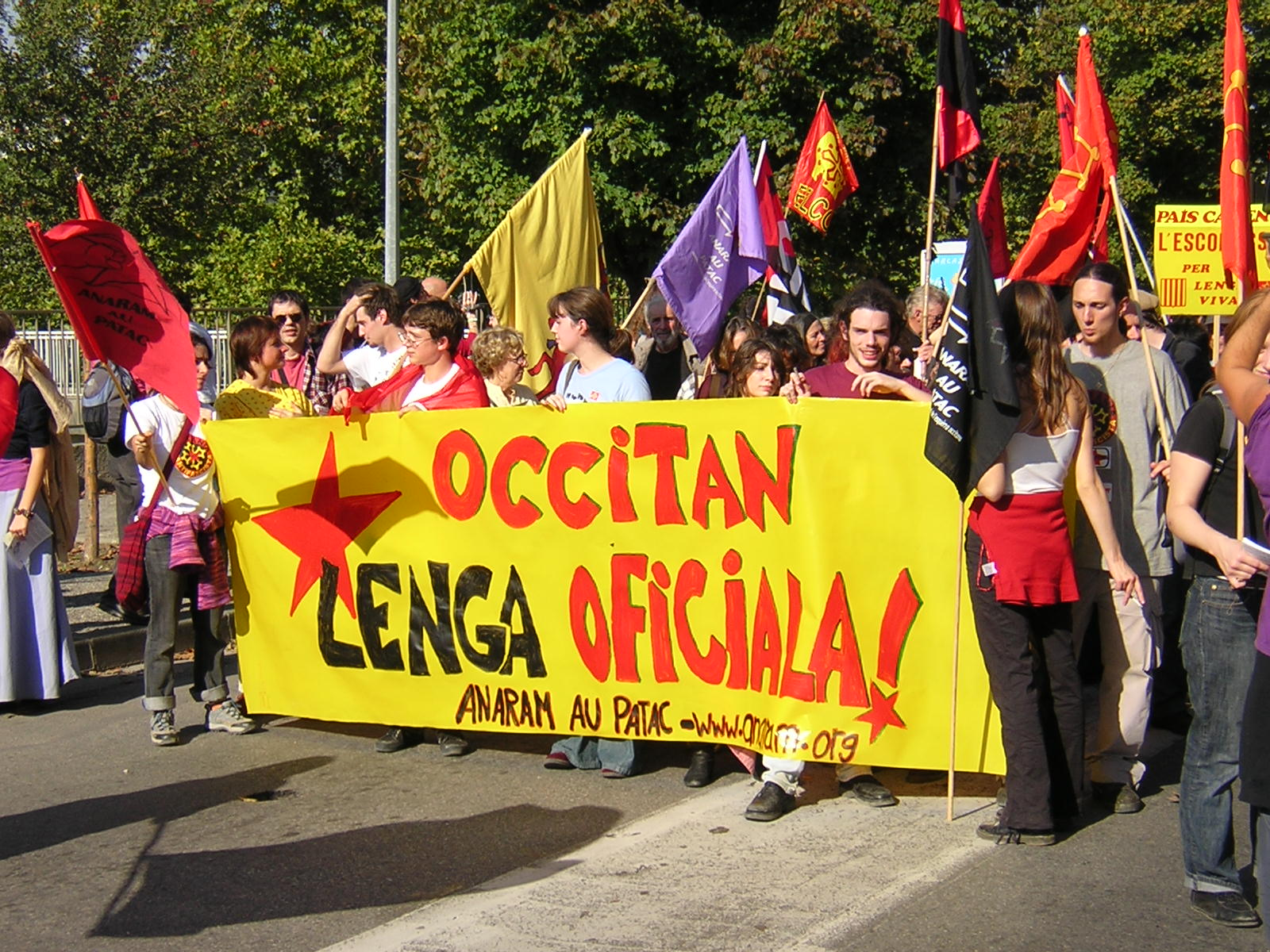
تظاهراتی دوازده هزار نفری در حمایت از رسمیت‌بخشی اکسیتان در کارکاسون، ۲۲ اکتبر ۲۰۰۵

گرچه اکسیتان در بیشتر روستاهای جنوب فرانسه تا قرن بیستم یک زبان روزمره بود، اما طبق برآوردهای سال ۲۰۱۲ حدود ۱۰۰٬۰۰۰ نفر در فرانسه به این زبان صحبت می‌کردند.
طبق سرشماری سال ۱۹۹۹ فرانسه، ۶۱۰٬۰۰۰ نفر گویشور بومی این زبان بودند (تقریباً همه آن‌ها بومی فرانسوی نیز بودند) و شاید یک میلیون نفر دیگر تا حدی بدان تسلط داشتند. طبق الگوی تغییر زبان، بیشتر این بازمانده‌ها را باید در میان پیرترین جمعیت‌ها یافت. فعالان اکسیتان (که اکسیانیست نامیده می‌شوند) تلاش می‌کنند در پیش‌دبستانی‌های به زبان اکسیتان (Calandretas) زبان را دوباره به جوانان معرفی کنند.
با این وجود، تعداد گویشوران مسلط به زبان اکسیتان به طرز چشمگیری در حال کاهش است. یک گردشگر در شهرهای جنوب فرانسه بعید است یک واژه اکسیتان در خیابان (یا حتی در خانه) بشنود و احتمالاً گهگاهی فقط در تابلوهای خیابانی اکسیتان را ببیند که در بیشتر موارد برابر فرانسوی با برجستگی بیشتری نشان داده شده‌است.
اکسیتان‌ها، در نتیجه بیش از ۲۰۰ سال سرکوب و تحقیر به ندرت در حضور غریبه‌ها، چه اهالی خارج از اکسیتانیا و چه اهالی خارج از کشور، به زبان خود صحبت می‌کنند. اکسیتان هنوز هم توسط بسیاری از افراد پیر در مناطق روستایی گفتگو می‌شود، اما آن‌ها نیز معمولاً هنگام رودررویی با افراد خارجی به زبان فرانسوی سخن می‌گویند.
اکسیتان در خارج از فرانسه در دره آران در شمال شرق اسپانیا، دره‌های اکسیتان (پیمونت و لیگوریا) در شمال غرب و گواردیا پیمونتزه کالابریا در جنوب شرق ایتالیا و همچنین موناکو گفتگو می‌شود. جوامع پراکنده‌ای از اکسیتان‌زبانان در کشورهای مختلف شامل آلمان (وورتمبرگ)، اسپانیا (سن سباستین در سرزمین باسک)، ایالات متحده (والدس)، کانادا (استان کبک) آرژانتین (پیگوئه) و مکزیک (گواناهواتو) یافت می‌شوند که در نتیجه مهاجرت‌های اخیر بدین مناطق نقل مکان کرده‌اند.

### شمار گویشوران
منطقه‌ای که اکسیتان در گذشته در آن رایج بوده امروزه تقریباً ۱۶ میلیون نفر جمعیت دارد. پژوهش‌های اخیر نشان داده‌است که ممکن است تقریباً ۷۸۹٬۰۰۰ نفر در فرانسه، ایتالیا، اسپانیا و موناکو آن را به عنوان زبان نخست گفتگو می‌کنند. در موناکو، زبان اکسیتان با لیگوری مونگاسک که دیگر زبان بومی منطقه است همزیستی می‌کنند. برخی از پژوهشگران اظهار داشتند که تا هفت میلیون نفر در فرانسه این زبان را می‌فهمند، در حالی که در سال ۱۹۲۱ دوازده تا چهارده میلیون نفر کاملاً با آن صحبت می‌کردند. در سال ۱۸۶۰، گویشوران اکسیتان بیش از ۳۹٪ از کل جمعیت فرانسه را تشکیل می‌دادند (در برابر ۵۲٪ فرانسوی‌زبان). در دهه ۱۹۲۰ این تعداد به ۲۶٪ تا ۳۶٪ و در سال ۱۹۹۳ به کمتر از ۷٪ رسید.

## واج‌شناسی
همخوان‌ها و واکه‌های اکسیتان به شرح زیرند:

### همخوان‌ها
|         | لبی     | دندانی/ لثوی | کامی- لثوی | کامی    | کامی | نرم‌کامی | زبانکی/ چاکنایی |
| صاف     | لبی     | دندانی/ لثوی | کامی- لثوی | لبی‌شدگی |      | نرم‌کامی | زبانکی/ چاکنایی |
| ------- | ------- | ------------ | ---------- | ------- | ---- | ------- | --------------- |
| خیشومی  | m       | n            |            | ɲ       |      | (ŋ)     |                 |
| انسدادی | p b     | t d          |            |         |      | k ɡ     |                 |
| انسایشی |         | ts (dz)      | tʃ dʒ      |         |      |         |                 |
| سایشی   | f (v) β | s z ð        | (ʃ) (ʒ)    |         |      | ɣ       | (h)             |
| ناسوده  |         |              |            | j       | ɥ    | w       |                 |
| کناری   |         | l            |            | ʎ       |      |         |                 |
| لرزشی   |         | r            |            |         |      |         | (ʀ)             |
| زنشی    |         | ɾ            |            |         |      |         |                 |

### واکه‌ها
| IPA | نمونه  | برابر انگلیسی                 |
| --- | ------ | ----------------------------- |
| a   | quatre | sack                          |
| e   | fetge  | say (بدون صدای y)             |
| ɛ   | mètge  | sect                          |
| i   | vitz   | cease                         |
| ɔ   | escòla | cause                         |
| u   | Tolosa | soup                          |
| y   | luna   | در rue فرانسوی و Blüte آلمانی |

## گویش‌ها

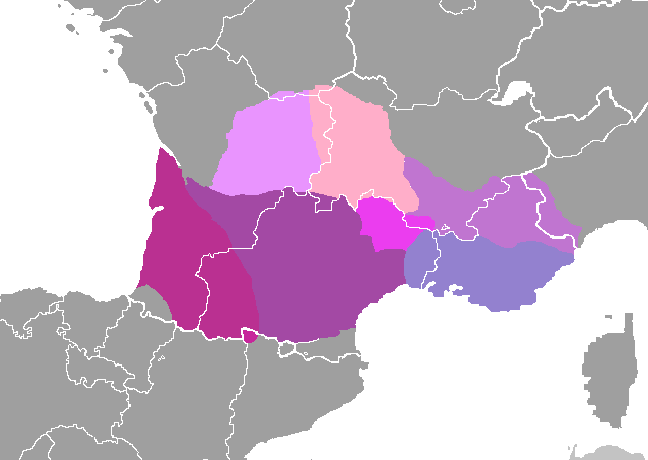
گویش‌های اکسیتان

زبان اکسیتان به جای اینکه یک زبان واحد باشد، اساساً توسط گویش‌های آن تعریف می‌شود. این نکته در جنوب فرانسه بسیار مناقشه‌برانگیز است، زیرا بسیاری از مردم زبان اکسیتان را به عنوان یک زبان واقعی نمی‌شناسند و فکر می‌کنند «گویش»‌های آن هر کدام یک زبان هستند. هر شهر و روستای اکسیتان‌زبان مانند زبان‌های دیگر مناطقی که اساساً گفتاری بوده و زیاد نوشته نمی‌شدند (به عنوان مثال زبان‌های رتی-رومی، فرنکو-پروونسال، آستوری-لئونی و آراگونی)، عملاً گویش خاص خود را دارد که با هم در کل اکسیتانیا یک زنجیره گویشی کلاسیک را تشکیل می‌دهند که به تدریج در طول مسیر از یک طرف به طرف دیگر تغییر می‌کند. با این وجود، متخصصان معمولاً زبان اکسیتان را به شش گویش اصلی تقسیم می‌کنند:
- گاسکون: شامل بیرنی و آرانی (در اسپانیا صحبت می‌شود).
- لانگدوسی (lengadocian)
- لیموزینی (lemosin)
- اورنیاتی (auvernhat)
- پرونسی (provençau یا prouvençau)، از جمله زیرگویش نیسی.
  - زبان شوادی
- ویوارو-آلپین (vivaroaupenc)

## سامانه نوشتاری
در حال حاضر دو روش اصلی برای نوشتار اکسیتان استفاده می‌شود، یکی معروف به «کلاسیک»، که براساس اکسیتان معیار قرون وسطی است و دیگری که به دلیل استفاده از آن توسط فردریک میسترال بعضاً «میسترالی» نامیده می‌شود و بر اساس قوانین نوشتاری نوین فرانسوی است. گاهی اوقات، بین کاربران هر سامانه تضاد وجود دارد. الفبای اکسیتان ۲۳ حرف به شرح زیر دارد:
| A | B | C | D | E | F | G | H | I | J | L | M | N | O | P | Q | R | S | T | U | V | X | Z |
| a | b | c | d | e | f | g | h | i | j | l | m | n | o | p | q | r | s | t | u | v | x | z |

## متن نمونه
یکی از شناخته‌شده‌ترین متن‌ها به اکسیتان بیست و ششمین کانتوی پورجاتوریو از دانته است که آرنو دانیل در آن به راوی پاسخ می‌دهد:
Tan m'abellís vostre cortés deman, / qu'ieu no me puesc ni voill a vos cobrire. / Ieu sui Arnaut, que plor e vau cantan; / consirós vei la passada folor, / e vei jausen lo joi qu'esper, denan. / Ara vos prec, per aquella valor / que vos guida al som de l'escalina, / sovenha vos a temps de ma dolor.
اکسیتان نوین: Tan m'abelís vòstra cortesa demanda, / que ieu non-pòdi ni vòli m'amagar de vos. / Ieu soi Arnaut, que plori e vau cantant; / consirós vesi la foliá passada, / e vesi joiós lo jorn qu'espèri, davant. / Ara vos prègui, per aquela valor / que vos guida al som de l'escalièr, / sovenhatz-vos tot còp de ma dolor.
متن بالا این‌گونه ترجمه می‌شود:
بنابراین خواسته مودبانه شما مرا خشنود می‌کند، / من نمی‌توانم خود را از تو پنهان کنم و نخواهم کرد. / من آرنو هستم که گریه می‌کنم و آواز می‌خوانم؛ / من حماقت گذشته را مقصر می‌دانم، / و روز امید شادی‌آور را پیش رویم می‌بینم. / بنابراین من با آن قدرت از تو درخواست می‌کنم / که تو را به قله پله‌ها راهنمایی می‌کند، / مراقب باش که رنج مرا تسکین دهی!